# Roger Auboin
Pour les articles homonymes, voir Auboin.
Camille Henri Roger Auboin, né le 15 mai 1891 à Paris 4e et mort 16 octobre 1974 à Paris 13e, est un économiste et haut fonctionnaire français, directeur général de la Banque des règlements internationaux entre 1938 et 1958. 

## Biographie

### Jeunesse et études
Roger Camille Henri Auboin naît le 15 mai 1891 à Paris. Il suit des études de droit et de philosophie à l'université de la Sorbonne. Il étudie à l'École libre des sciences politiques.

### Parcours professionnel

#### Haute fonction publique
Il réussit le concours du Conseil d'État.
Quand Camille Chautemps succède à Léon Blum et que le ministère de l’Économie nationale, supprimé, est transformé en secrétariat général, il en prend brièvement la tête. 

#### Journaliste
Roger Auboin est chroniqueur de L’Europe nouvelle, le journal de Louise Weiss, où écrit également Robert Marjolin.  

#### Direction de la Banque des règlements internationaux
Roger Auboin est ensuite nommé en 1938 directeur de la Banque des règlements internationaux, poste qu'il occupe jusqu'en 1958 en remplacement de Pierre Quesnay, et devient l'un des participants du colloque Walter Lippmann. 
Au poste de directeur de la BRI, Aubouin commet un grave erreur d'interprétation le 15 mars 1939, en autorisant le transfert de l'or tchécoslovaque déposé à Londres vers la Reichsbank, tandis que la Tchécoslovaquie était envahie par les armées de l'Allemagne nazie. Les preuves figurent dans les archives de la BRI et en partie dans celles de la Banque de France. En août 1944, en représailles, Londres et Washington décident de supprimer la BRI, laquelle est défendue par John Maynard Keynes. En définitive, la BRI retrouve sa souveraineté en 1948,.
À sa mort, il était vice-président de la Société d'économie politique. 

## Publications
- La France face au problème de l'Europe centrale : le projet d'entente danubienne et la défense de l'étalon-or, 1932
- Rapport annuel sur la situation financière et monétaire de la Roumanie, 1935
- La Banque des règlements internationaux, 1930-1955, 1955
- Vingt ans de coopération internationale dans le domaine monétaire, 1938-1958 : exposé fait le 22 septembre 1958 à la Société d'économie politique et de statistique de Bâle
- « Vers une politique monétaire moderne : dix années d'expérience et de progrès », numéro spécial de la Revue d'économie politique de novembre 1960, intitulé La Restauration des monnaies européennes.
- Les Vraies Questions monétaires à l'épreuve des faits, 1973